# Hopewell (Tennessee)
Hopewell es un lugar designado por el censo ubicado en el condado de Bradley en el estado estadounidense de Tennessee. En el Censo de 2010 tenía una población de 1.874 habitantes y una densidad poblacional de 101,25 personas por km².

## Geografía
Hopewell se encuentra ubicado en las coordenadas 35°14′20″N 84°54′50″O / 35.23889, -84.91389. Según la Oficina del Censo de los Estados Unidos, Hopewell tiene una superficie total de 18.51 km², de la cual 18.51 km² corresponden a tierra firme y (0%) 0 km² es agua.

## Demografía
Según el censo de 2010, había 1.874 personas residiendo en Hopewell. La densidad de población era de 101,25 hab./km². De los 1.874 habitantes, Hopewell estaba compuesto por el 95.84% blancos, el 2.29% eran afroamericanos, el 0.37% eran amerindios, el 0.37% eran asiáticos, el 0% eran isleños del Pacífico, el 0.37% eran de otras razas y el 0.75% pertenecían a dos o más razas. Del total de la población el 1.71% eran hispanos o latinos de cualquier raza.